# 使徒信心會
使徒信心會（又稱使徒信心教會）是屬於衛理派-五旬節及聖潔運動的一個世界範圍基督教組織，總部設在美國俄勒岡州的波特蘭。他們強烈不與所有獨一神格五旬節派統一和聯絡。
1907年，使徒信心会成立传教差会，同年派遣原南直隶教会传教士贲德新夫妇率11名男女传教士来华传教。1908年元旦进入直隶正定府。1914年加入神召会。
1919年，使徒信心会在华有西教士45人，分驻上海、宁波、杭州、大同、平定（1910）、阳高（1911）、丰镇、榆林（1913）。其中山西省西教士14人，受餐信徒600人；陕西省西教士2人，受餐信徒160人；内蒙古西教士1人；浙江省西教士7人，受餐信徒30人；江苏省西教士21人，受餐信徒300人。
使徒信心会牛头角幼稚园(已關)